# Švýcarské federální soudy

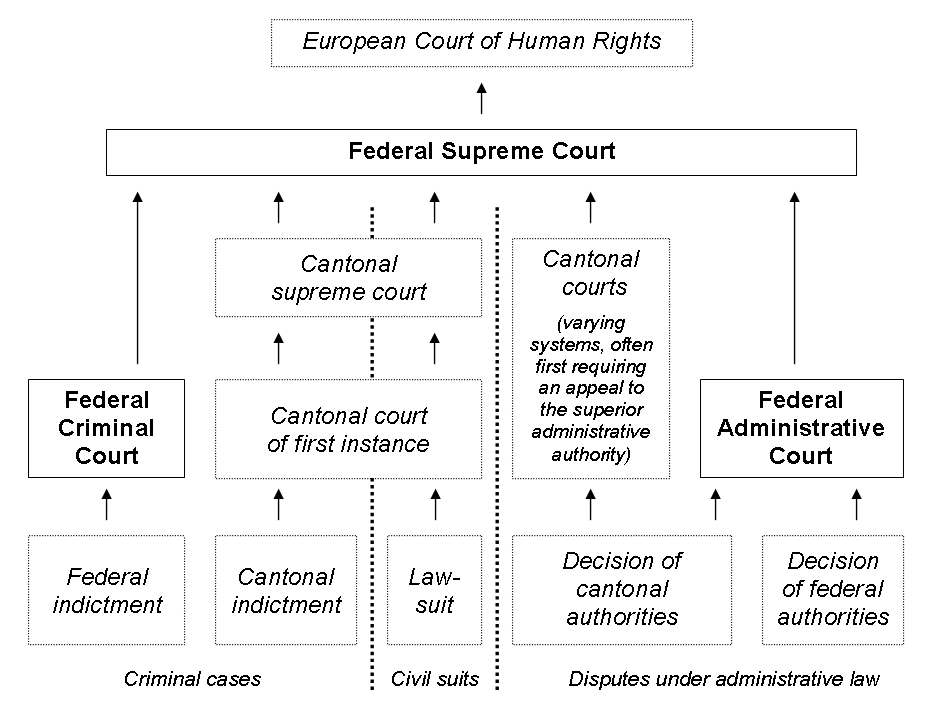
Federální soudní systém Švýcarska.

Federální soudnictví Švýcarska sestává z Federálního nejvyššího soudu v Lausanne, Federálního trestního soudu v Bellinzoně, Federálního patentního soudu v St. Gallenu a Federálního správního soudu v St. Gallenu. Tyto soudy jsou odpovědné za aplikaci švýcarského federálního zákonů v rámci soudních procesů.
Dle švýcarské federální ústavy je Federální nejvyšší soud v Lausanne ustanoven jako nejvyšší soudní autorita v zemi. Nachází se na vrcholu soudní hierarchie a je nejvyšší autoritou vůči rozhodnutí švýcarských kantonálních soudů poslední instance. Stejné postavení zaujímá téměř i vůči většině rozhodnutí tří federálních soudů, vystupují-li jako soudy první instance.
Federální trestní soud v Bellinzoně odpovídá za trestní kauzy řešené na federální úrovni, jako jsou například organizovaný zločin, terorismus a veškerá nezákonná činnost proti federálním institucím. Rovněž také rozhoduje o sporech mezi kantonálními orgány činnými v trestním řízení. Federální administrativní soud v St. Gallenu přezkoumává rozhodnutí učiněná federálními správními autoritami a v některých případech i kantonálními. Federální patentní soud Švýcarska je specializovaný soud fungující od roku 2012 a přezkoumávající kauzy týkající se práva duševního vlastnictví. Tuto kompetenci předtím vykonávaly kantonální soudy.